# Подград
Подград (словен. Podgrad) — поселення в общині Ново Место, регіон Південно-Східна Словенія, Словенія.